# Max Schneckenburger

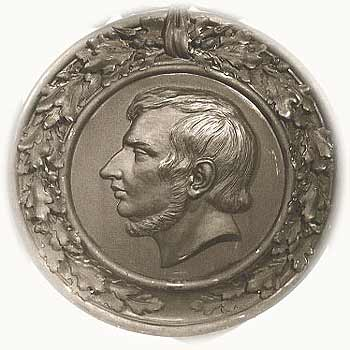
Medaillon mit dem Bildnis von Max Schneckenburger

Max Schneckenburger, eigentlich Maximilian Schnekenburger (* 17. Februar 1819 in Talheim bei Tuttlingen; † 3. Mai 1849 in Burgdorf bei Bern) war der Dichter des patriotischen Liedes Die Wacht am Rhein.

## Leben

Tuttlingen, Schneckenburger-Denkmal, um 1910

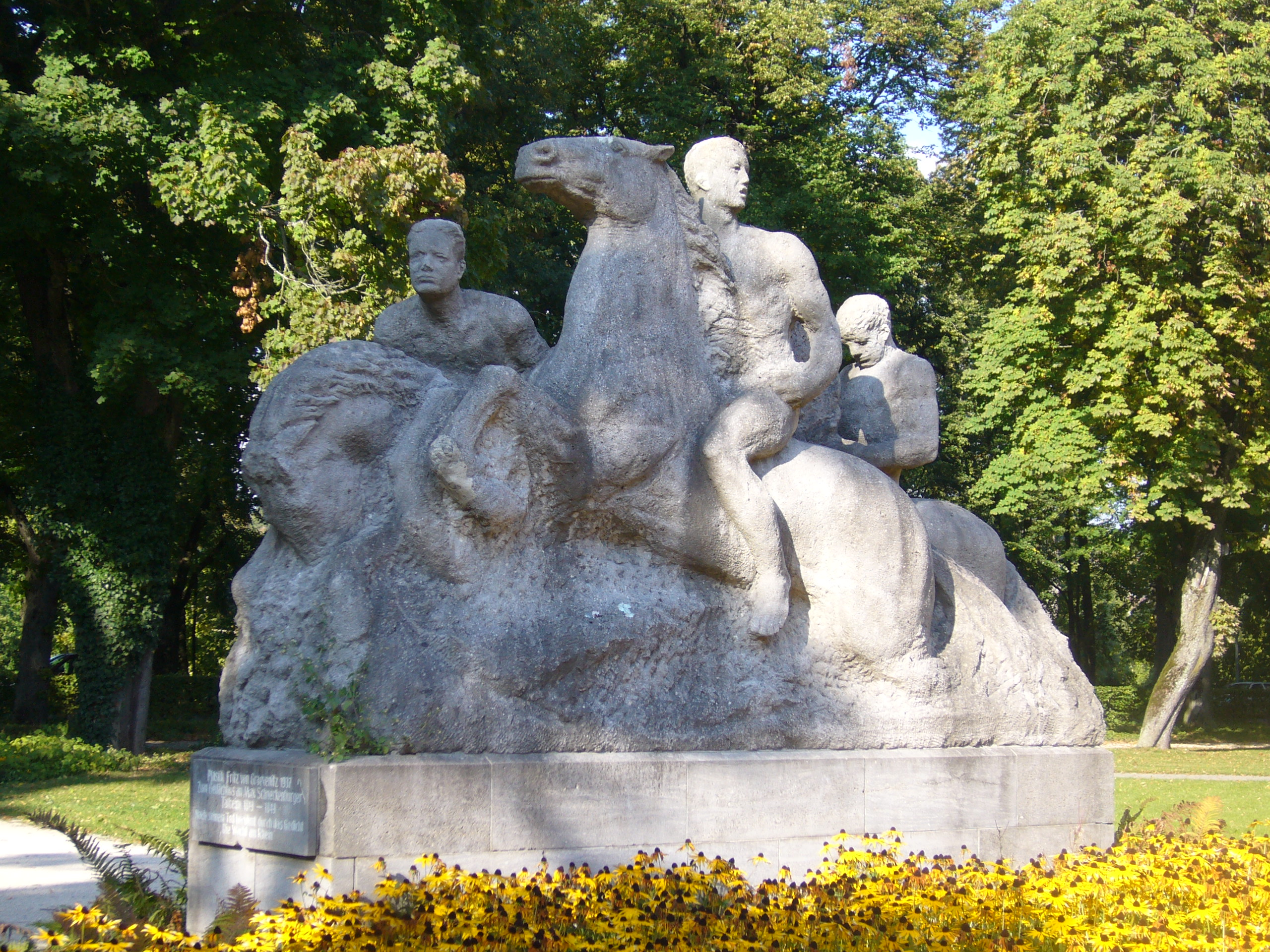
Schneckenburger-Denkmal (Fritz von Graevenitz, 1937) in Tuttlingen – Szene aus die Wacht am Rhein

Max Schneckenburger wurde als Sohn eines Kaufmanns in Talheim bei Tuttlingen in Württemberg geboren. Sein älterer Bruder, der evangelische Theologe Matthias Schneckenburger, sollte 1834 Professor an der neu gegründeten Universität Bern werden. In Tuttlingen und Herrenberg besuchte Max Schneckenburger Lateinschulen.
Nach seiner Konfirmation trat er als kaufmännischer Lehrling in ein Geschäft in Bern ein und lernte auf einer Geschäftsreise 1838 Frankreich und Großbritannien kennen. Nach seiner Rückkehr zog er 1841 nach Burgdorf. Hier gründete er eine Eisengießerei und heiratete die Tochter eines württembergischen Pfarrers.

### Die Wacht am Rhein
Das Gedicht Die Wacht am Rhein, das im Deutsch-Französischen Krieg von 1870/1871 in der Vertonung durch Carl Wilhelm zum deutschen Nationallied wurde, hatte er 1840 gedichtet, als Frankreich das linke Rheinufer bedrohte und in der französischen Presse revisionistische Ansichten vertreten wurden.
Nach dem Krieg von 1870/71 wurde, wie dem Komponisten, auch den Hinterbliebenen des Dichters (seiner Witwe und zwei Söhnen) vom Reichskanzleramt eine Jahrespension von 3000 Mark zugesprochen. Aus seinem Nachlass erschienen 1870 im Verlag Metzler in Stuttgart Deutsche Lieder.
Da Max Schneckenburger sich stets nach seiner Heimat zurückgesehnt hatte, wurden seine Gebeine am 18. Juli 1886 nach Talheim überführt und dort beigesetzt. Der Grabstein verblieb in Burgdorf und ist im „Ahneneck“ auf dem Friedhof von Burgdorf zu sehen. In München ist ihm eine Straße im „Franzosenviertel“ gewidmet.
Adolf Jahn beteiligte sich Anfang des Jahres 1888 mit der Germania-Figur an einer Konkurrenz um das Max-Schneckenburger-Denkmal, die von der Stadt Tuttlingen ausgeschrieben worden war. Er gewann mit seinem Entwurf den 1. Preis. Das Denkmal wurde am 19. Juni 1892 im Stadtgarten von Tuttlingen enthüllt. Da das Original an Ansehnlichkeit verloren hatte, entschloss sich die Gemeinde Talheim, eine Kopie der „Kleinen-Germania“-Figur herstellen zu lassen. Diese steht jetzt vor dem Geburtshaus des Dichters.

## Zitat
Aus dem politischen Aufsatz Über Deutschland und die europäische Kriegsfrage Schneckenburgers von 1840:

„Bei der ersten neuen Regulierung Europas muß die Schuhflickerorganisation des Wiener Kongresses durch die einzig vernünftige und fürderhin einzig zulässige Eintheilung nach nationalen Grundlagen ersetzt werden. Und einer solchen Eintheilung ist es vorbehalten, Deutschland alle seine nach und nach entfremdeten Provinzen wiederzugeben, wobei Arndts ‚Soweit die deutsche Zung erklingt‘ als das richtige Schema für die Gründung eines neuen Deutschland angenommen wird.“

## Werke
- Deutsche Lieder von Max Schneckenburger, dem Sänger der „Wacht am Rhein“. Auswahl aus seinem Nachlaß. Metzler, Stuttgart 1870; Digitalisat in der Google-Buchsuche.